# Эвертон, Лорен Дейл
Лорен Дейл Эвертон (англ. Loren Dale Everton; 14 июля 1915 года, Крофтон, Небраска, США — 15 февраля 1991 года, Санта-Ана, Калифорния, США) — американский лётчик-истребитель, участник Второй мировой войны. Во время Тихоокеанской кампании сбил 12 японских самолётов.

## Биография
Эвертон родился 14 июля 1915 года в Крофтоне, штат Небраска. В семнадцатилетнем возрасте получил лицензию пилота. В 1933 году окончил старшую школу и поступил в фармацевтический колледж Университета Небраски, где был членом учебного корпуса офицеров резерва армии. После окончания университета в 1937 году был зачислен вторым лейтенантом в резерв Армии США. В 1939 году уволился из армии и поступил на службу в корпус морской пехоты, чтобы пройти лётную подготовку на базу военно-морской авиации в Пенсаколе, штат Флорида. После завершения подготовки был направлен на атолл Мидуэй и находился там 7 декабря 1941 года, когда японцы атаковали Перл-Харбор.
С вступлением страны в войну, капитан Эвертон был переведён в 212-ю боевую эскадрилью морской пехоты на Гавайи. В начале августа 1942 года, когда его авиакрыло находилось на острове Эфате, Вануату, командир Эвертона лейтенант-полковник Гарольд Уильям Бауэр временно перевёл его в 223-ю боевую эскадрилью морской пехоты. Она направлялась на Гуадалканал, чтобы принять участие в предстоящем сражении, и нуждалась в опытных пилотах. 20 августа авиакрыло преодолело 200 миль от авианосца USS Long Island до аэродрома Хендерсон-Филд на острове.
Утром 21 августа командир эскадрильи капитан Джон Смит приказал Эвертону возглавить звено истребителей F4F Wildcat для подтверждения сообщений о высадке японских войск на пляж. Американцы обстреляли большое количество японских солдат на пляже, что стало первым боевым вылетом крыла. 26 августа Эвертон впервые принял участие в воздушном бою. Достоверно известно, что он сбил три бомбардировщика Mitsubishi G4M. 1 сентября был переведён обратно на Эфате, а 16 октября с родной эскадрильей вернулся на Гуадалканал. 18 октября он совместно с Фредериком Раунсвиллом Пейном возглавил операцию по перехвату японских бомбардировщиков и лично сбил два самолета, в том числе один Mitsubishi A6M Zero, заработав звание лётчика-аса.
20 октября 212-я эскадрилья вступила в бой с несколькими десятками G4M и A6M. Эвертон был близок к тому, чтобы сбросить «Зеро», когда его F4F был изрешечён пулеметным и пушечным огнем. Два 20-миллиметровых снаряда разорвались в кабине, серьёзно ранив пилота в ногу. Его самолёт потерял управление и кружил несколько тысяч футов, прежде чем Эвертон восстановил управление, после чего вернулся на Хендерсон-Филд и совершил вынужденную посадку. То, что осталось от его самолета, было отправлено на металлолом, а сам он был эвакуирован с Гуадалканала. С августа по октябрь 1942 года Эвертон одержал семь воздушных побед, за что был награждён Военно-морским крестом, Крестом лётных заслуг и медалью «Пурпурное сердце».
После выздоровления в январе 1943 года в звании майора был назначен командиром 113-й боевой эскадрильи морской пехоты. В её составе Эвертон участвовал в сопровождении бомбардировщиков на дальние расстояния. Он также сбил ещё несколько самолётов, доведя общее число своих побед до двенадцати. После войны служил командиром 122-й боевой эскадрильи морской пехоты. В июня 1967 года в звании полковника вышел в отставку.
Скончался 15 февраля 1991 года в Санта-Ане, штат Калифорния.